# Langue (Honduras)
Langue is een gemeente (gemeentecode 1707) in het departement Valle in Honduras.
Het dorp is een paar keer verplaatst geweest. Eerst lag het op een plaats die Los Amates genoemd wordt. Daarna werd het verplaatst naar de Vallei van Candelaria. Hier was het klimaat ongezond. Het werd weer verplaatst naar een plaats die nu Pueblo Viejo heet. Uiteindelijk werd het verplaatst naar de huidige locatie.
Het dorp is een centrum voor de vervaardiging van hangmatten. Verder wordt er veel vee gehouden. De marktdag is op zondag. De omgeving ondervindt veel last van ontbossing en droogte. De technische school Instituto Tecnico John F. Kennedy is gebouwd door het Peace Corps. Er zijn bussen naar Choluteca, Tegucigalpa en tot aan de grenzen van El Salvador en Guatemala.

## Bevolking
De bevolking is als volgt verdeeld:
| Vrouwen | 10.709 | 50,3% |
| Mannen  | 10.566 | 49,7% |

## Dorpen
De gemeente bestaat uit zes dorpen (aldea), waarvan het grootste qua inwoneraantal: Langue  (code 170701) en San Marcos (of: Tamayo) (170706).